# Altavista
Altavista – miasto w Stanach Zjednoczonych, w stanie Wirginia, w hrabstwie Campbell.